# دیرینگ (کانزاس)
دیرینگ (به انگلیسی: Dearing) شهری در ایالت کانزاس کشور ایالات متحده آمریکا است که جمعیت آن در سرشماری سال ۲۰۱۰ میلادی، ۴۳۱ نفر بوده‌است.